# Tabernaemontana humblotii
Tabernaemontana humblotii là một loài thực vật có hoa trong họ La bố ma. Loài này được (Baill.) Pichon miêu tả khoa học đầu tiên năm 1948.